# امریکن تاور
امریکن تاور (انگلیسی: American Tower) شرکت سرمایه‌گذاری املاک و مستغلات آمریکایی است، که در سال ۱۹۹۵ تأسیس شد.